# Jedem das Seine

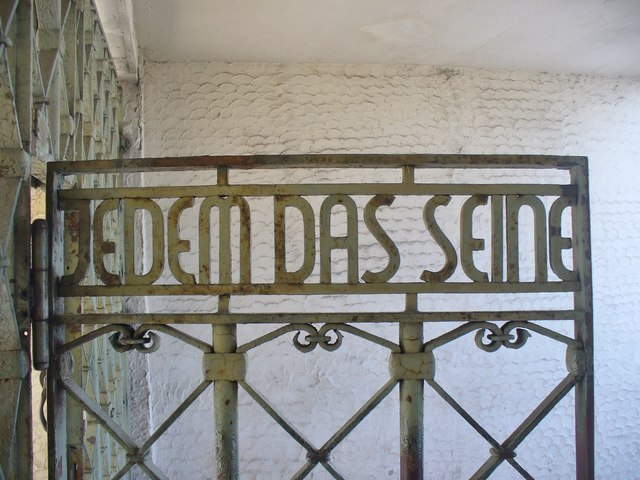
Tekst in het hek toegangspoort Buchenwald. - Foto via WikiMedia Commons - door Colin Smith (geo.hlipp.de), 2013.

"Jedem das Seine" is een Duitse zegswijze en een letterlijke vertaling van de Latijnse uitspraak: "Suum Cuique". De spreuk laat zich in het Nederlands vertalen als "Ieder het Zijne".  

## Romeins-Byzantijnse oorsprong
Onder de Keizer Justianus I de Grote (ca. 482-565) werd een groot deel van het  Romeinse recht schriftelijk  vastgelegd in het Corpus Iuris Civilis. 
In het eerste hoofdstuk van het eerste van de vier boeken die de  Elementen uit het jaar 533 uitmaken en algemene beginselen formuleert staat te lezen:
- IURIS PRAECEPTA SUND HAEC: HONESTE VIVERE, ALTERUM NON LAEDERE, SUUM CUIQUE TRIBUERE.

Dit kan naar het Nederlands vertaald worden als:
- De voorschriften van de wet zijn deze: eerlijk leven, niemand beschadigen, (en) ieder het zijne te geven.

De formuleringen "suum cuique tribuere" en "suum cuique"  komen verder veelvuldig voor in de hele verzameling van juridische teksten die het Corpus vormen.

## Onderdeel van de Duitse taal
Jedem das Seine is al eeuwen een uitdrukking in het Duits en komt in ieder geval al voor in het werk van kerkhervormer Maarten Luther (1483-1546) en diens tijdgenoten.
De uitspraak komt ook voor in de titel van de  cantane (zie aldaar) van Bach: 'Nur jedem das Seine, BWV 163' uit 1715. 
Een variatie, "Jedem das Seine, mir das Meiste" (Ieder het zijne, (maar) voor mij het meeste) is ook al langer deel van de Duitse taal. Deze  cynische opmerking komt onder meer voor in het toneelstuk: Der Hauptman von Köpenick (1930) van de deels Joodse en voor het  naziregime uitgeweken auteur Carl Zuckmayer.

## Concentratiekamp Buchenwald
In 1937 werd de aan de  Bauhaus opleiding afgestudeerde Franz Ehrlich vanwege zijn politieke overtuiging (hij was communist) naar Buchenwald gestuurd. Hier werd hij onder meer gedwongen om de belettering op het toegangshek te ontwerpen.
Hij gebruikte de Bauhaus-stijl van zijn leraren Herbert Bayer en Joost Schmidt als basis voor het lettertype van het in deze context vernederende motto "Jedem das Seine".
De combinatie van deze woorden met een stijl die door de Nazi's als  Entartete (gedegenereerd; ontaard) gezien werd, roept de vraag of Ehrlich heeft willen verwijzen naar de Romeinse rechtsprincipes als subtiel en stil protest tegen de gevangenschap van hemzelf, andere vervolgden of tegen het misdadige regime.
Op de poort van Buchenwald kan het motto  sarcastisch geïnterpreteerd worden als "Ieder krijgt wat deze verdient" en met name in Duitsland is de zegswijze sinds de Nazi's het gebruikten controversieel.

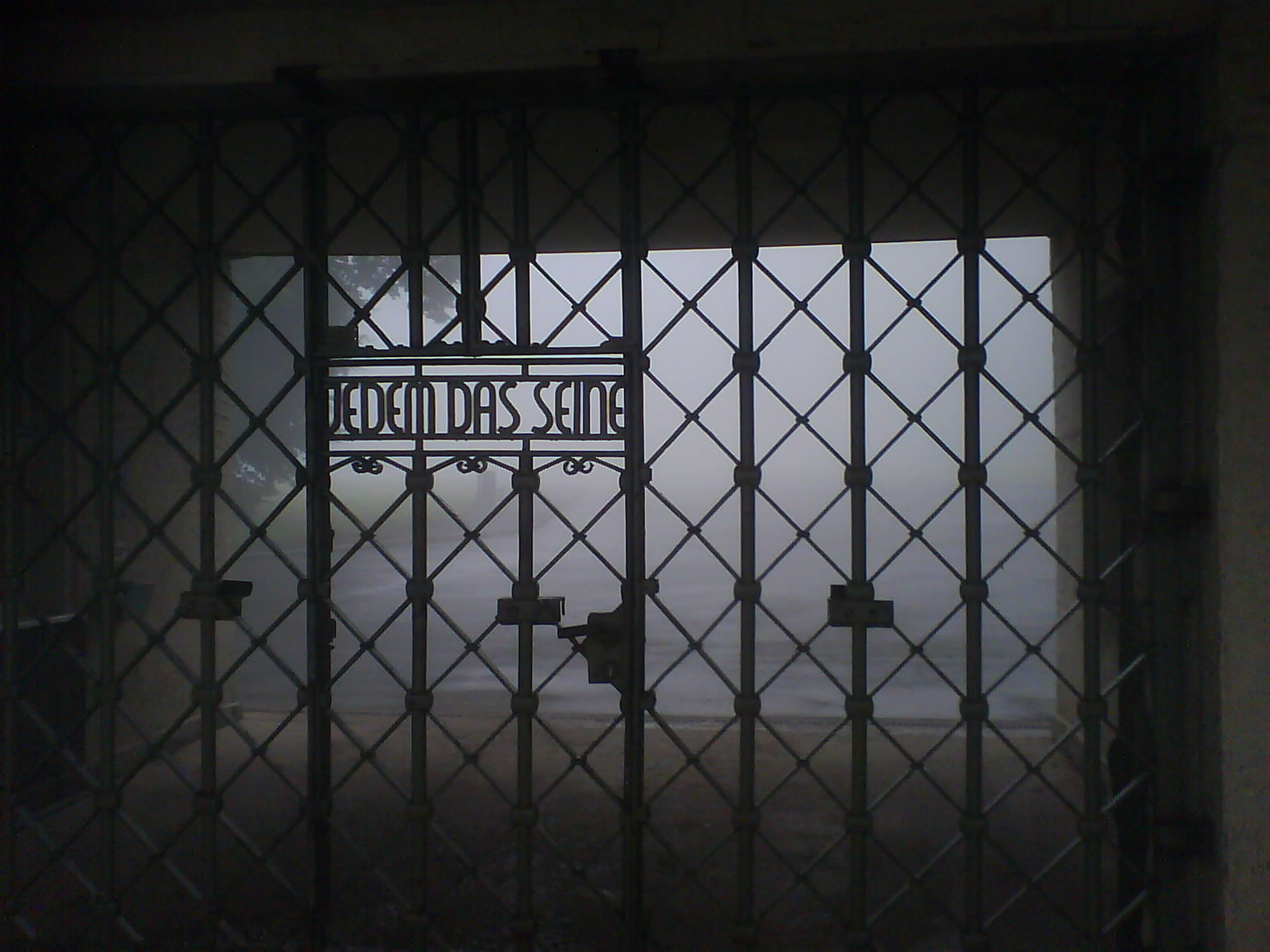
"Jedem das Seine" op het hekwerk van de poort van Buchenwald. - Foto via WikiMedia Commons - door Diogo P. Duarte, 2007.

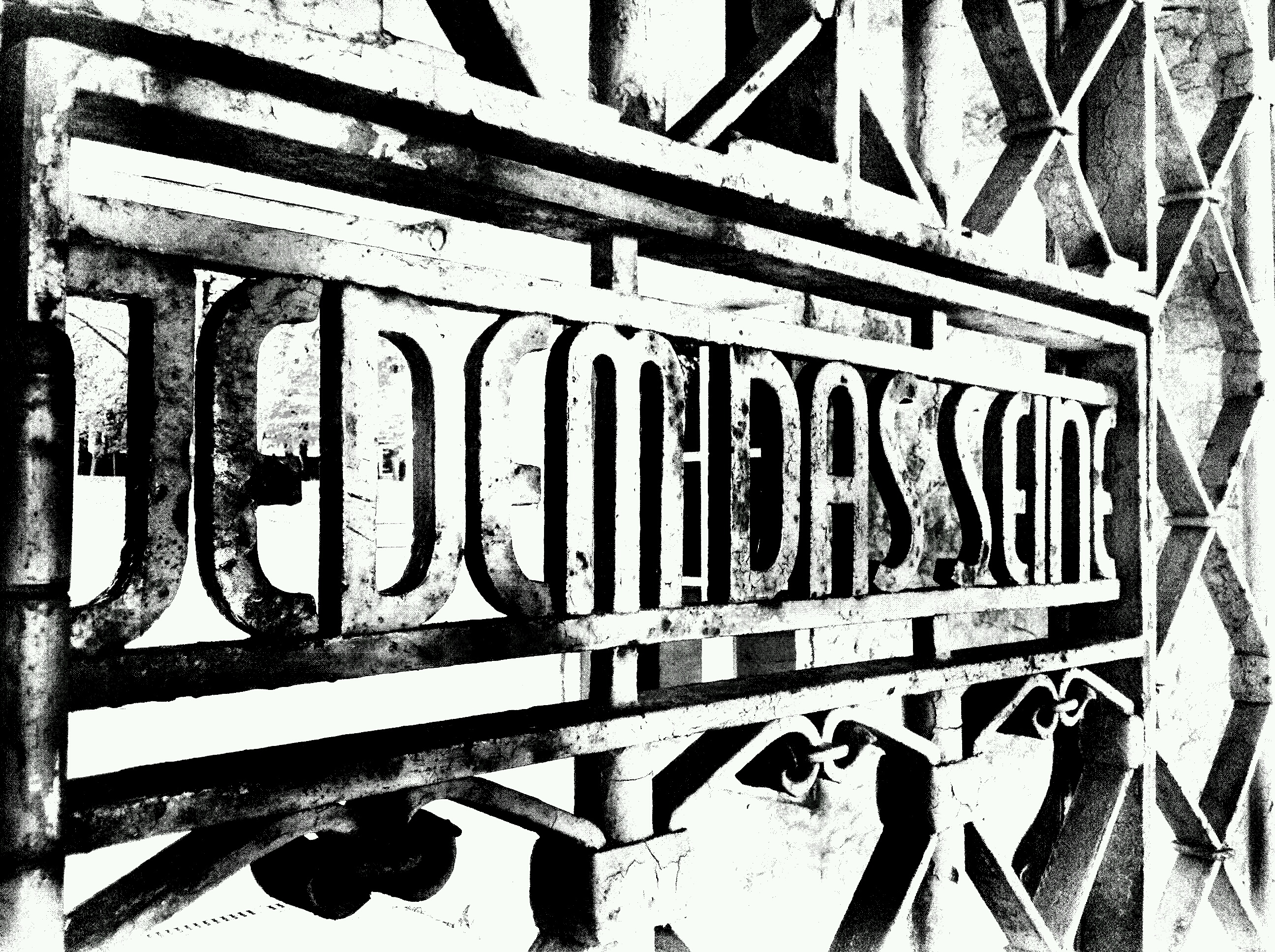
"Jedem das Seine" op het hekwerk van de poort van Buchenwald. - Foto via WikiMedia Commons - door Karol Gröpler, 2010.